# Ama Dablam
Ama Dablam é uma montanha no leste do Nepal. O seu nome significa "Mãe e Colar de Pérolas", em que o colar de pérolas é o glaciar que circunda o cume. Por vários dias, Ama Dablam domina o céu ao leste para qualquer trekking para o Monte Everest basecamp.
Ama Dablam é o terceiro mais popular pico do Himalaia para expedições. Tal como acontece com Mt. Everest, os melhores meses de escalada são abril-maio (antes da monção) e setembro-outubro.
Ama Dablam foi escalado pela primeira vez em 13 de março de 1961 por Mike Gill (NZ), Dom Barry (EUA), Mike Ward (Reino Unido) e Wally Romanes (NZ), através da Aresta Sudoeste, como parte da Expedição Científica da Silver Hut de 1960-1961, liderada por Sir Edmund Hillary.

Na noite de 13 para 14 de novembro de 2006, um grande serac colapsou do glaciar no topo, e matou seis montanhistas.

## Referências

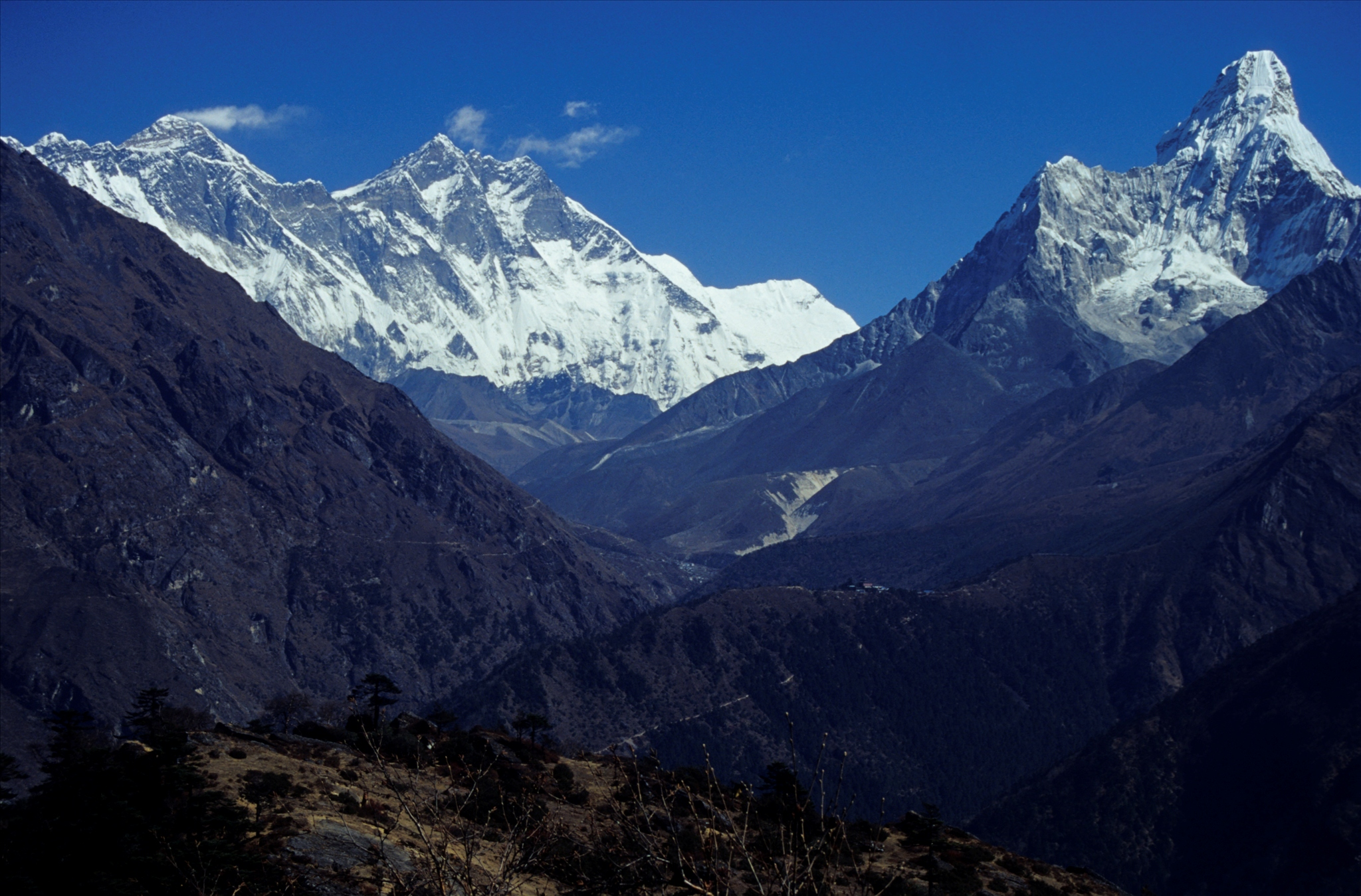
Ama Dablam (dir.), Nuptse (cent.) e Monte Everest (esq.)